# Agustín Lizárraga
Agustín Lizárraga Ruiz (n. Mollepata, 12 de junio de 1865 - † río Vilcanota, 11 de febrero de 1912) fue un explorador y agricultor peruano que descubrió Machu Picchu el 14 de julio de 1902, 9 años antes que el explorador estadounidense Hiram Bingham.

## Biografía
"Agustín Lizárraga es el descubridor de Machu Picchu y vive en el puente de San Miguel, justo antes de pasar"
Hiram Bingham en su diario el 25 de julio de 1911

### Infancia y juventud

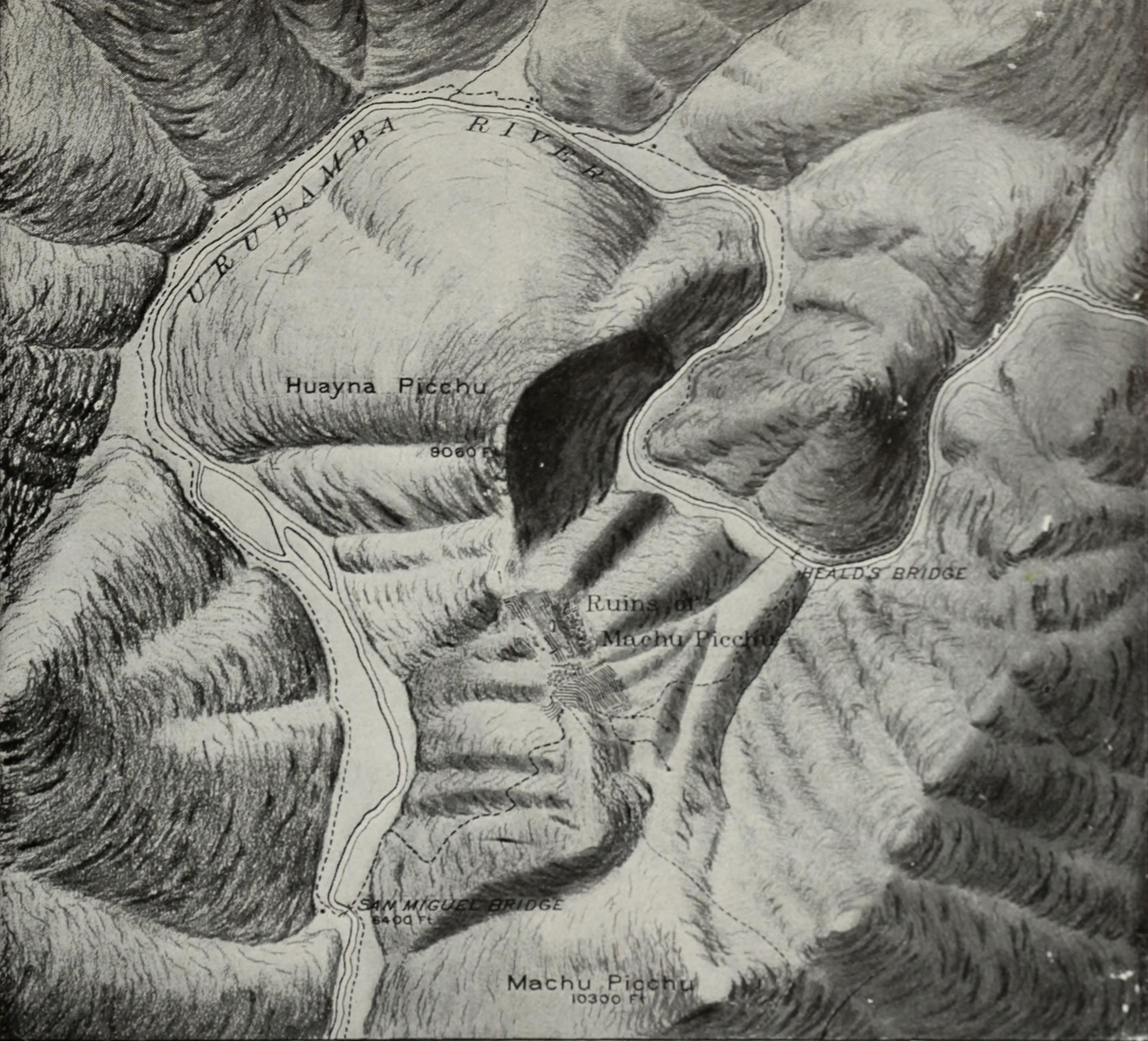
Mapa de 1912 de Machu Picchu y alrededores, mostrando el puente de San Miguel (inferior izquierda), cerca de la residencia de Agustín Lizárraga.

Nació en Mollepata, en la provincia de Anta, Cusco, y a los 18 años salió de su tierra natal para evitar alistarse en el ejército. Posteriormente, Lizárraga y su hermano Ángel Mariano se establecieron en el valle de Aobamba, en el departamento de Cusco. A fines del siglo XIX, el comercio entre Quillabamba y Cusco prosperaba, y la principal ruta para los arrieros que transportaban café y hojas de coca seguía el curso del río Urubamba. En este contexto, los Lizárraga decidieron establecerse estratégicamente en la mitad del camino de esa ruta comercial, cerca del puente San Miguel y en la zona de Intihuatana. Allí ambos se dedicaron al cultivo de hortalizas, maíz y granadilla.
Años después, los hermanos Lizárraga se convirtieron en los mejores agricultores de su zona y conocieron a la familia Ochoa, quienes eran dueños de unas tierras cerca de lo que hoy es Machu Picchu, trabajando para ellos en la hacienda Collpani. Lizárraga también fue designado como cobrador de impuestos por el Ministerio de Transportes y tenía a su cargo todos los puentes desde Cusco hasta Quillabamba.

### Descubrimiento de Machu Picchu
El 14 de julio de 1902, Agustín Lizárraga, conocido por su destreza para "trepar los lugares más inaccesibles" y "desafiar todos los obstáculos", junto a trabajadores de la hacienda Collpani, organizó una expedición en busca de tierras nuevas para el cultivo. Lo acompañaron su primo Enrique Palma, administrador de la hacienda Collpani; Toribio Recharte, peón de Lizárraga; y Gabino Sánchez. Caminaron por varias horas entre la maleza, hasta ser alertados por unos muros de piedra. Lizárraga observó asombrado e intuyó que podría tener un valor, efectuando entonces una inscripción con carbón en una de las piedras del Templo de las Tres Ventanas que decía su apellido y el año: “A. Lizárraga 1902”, la misma que fue después encontrada por Bingham en 1911 y por Cosio en enero de 1912. En 1912, Bingham mandó borrar dicha inscripción arguyendo razones de conservación.

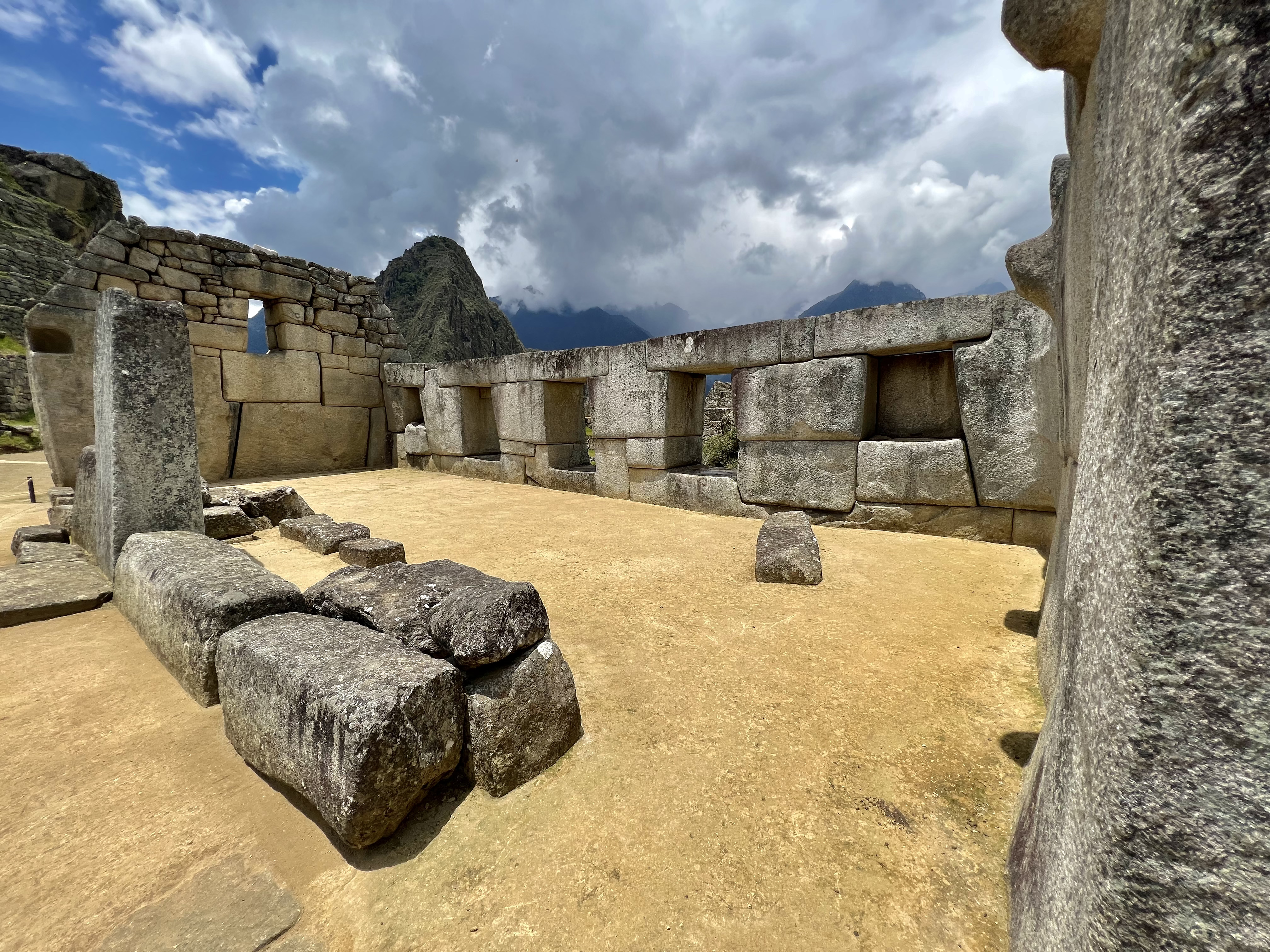
Templo de las Tres Ventanas donde Lizárraga dejó su marca “A. Lizárraga 1902”, posteriormente borrada por Hiram Bingham

Al año siguiente, Agustín se dio cuenta de que las tierras de la ciudadela eran perfectas para sembrar, por lo que mandó a las familias de Mollepata de Toribio Recharte y, posteriormente, de Anacleto Álvarez establecerse ahí.
Entre 1904 y 1905, José María Ochoa Ladrón de Guevara, hijo del dueño de la hacienda Collpani, Justo Zenón Ochoa, persuadió a Lizárraga para informar sobre el descubrimiento de Machupicchu en el Cuzco. Aunque Lizárraga temía perder su "explanada fértil y abundante en producción", aceptó la propuesta de Ochoa luego de que este le ofreciera nuevas tierras en Collpani Grande. Ochoa comunicó la noticia a destacados intelectuales, incluido su hermano Justo Antonio Ochoa Ladrón de Guevara, quien informó a profesores universitarios de la Universidad San Antonio Abad del Cusco y al rector Alberto A. Giesecke.

### Fallecimiento

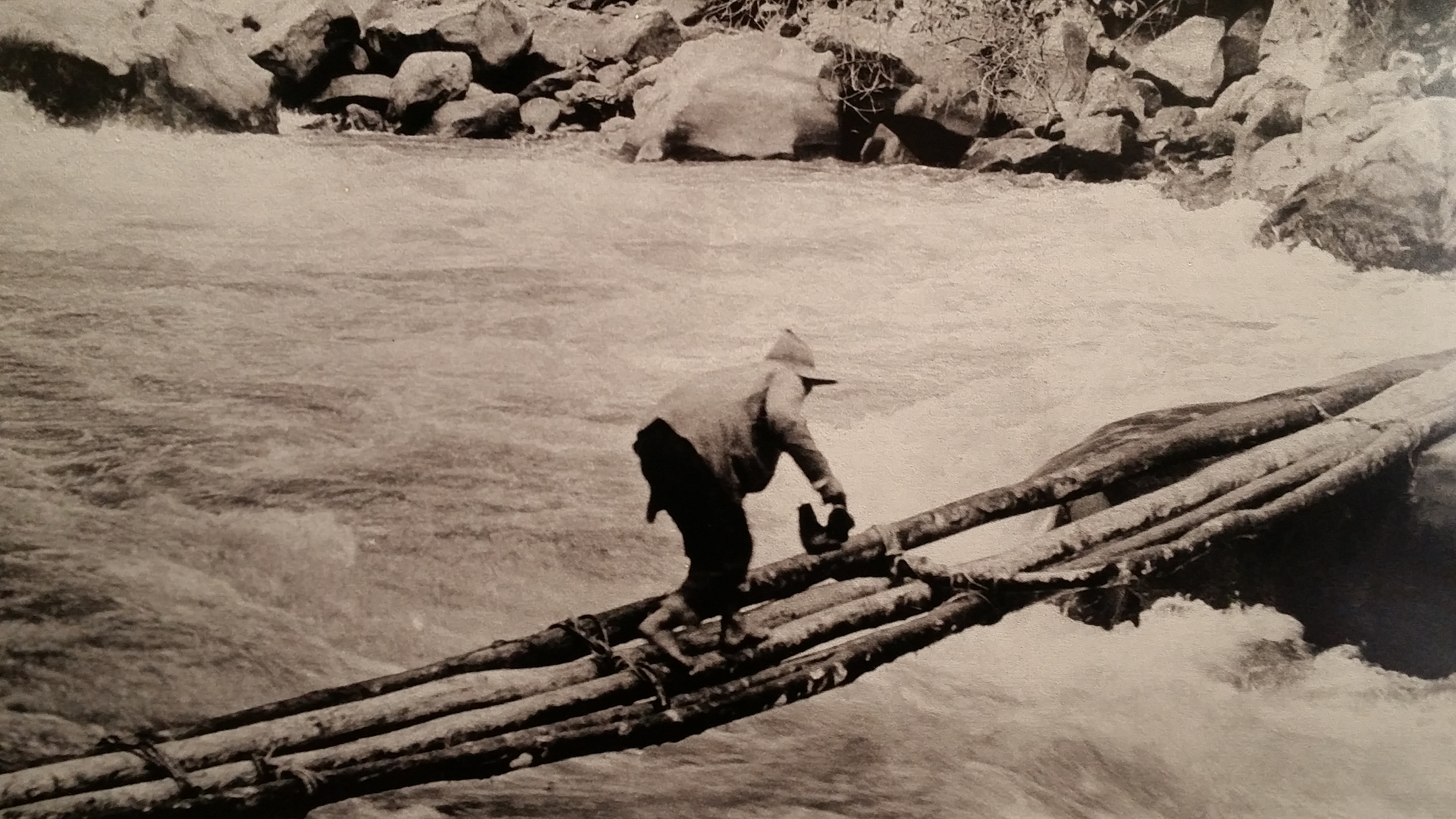
Melchor Arteaga cruzando el río Urubamba por un puente similar al que usó Lizárraga en 1912.

Agustín Lizárraga murió ahogado en el río Vilcanota en diciembre de 1912 y su cuerpo no fue hallado. Según el catedrático cuzqueño José Gabriel Cosio, el suceso ocurrió a las 4 p. m. cuando Lizárraga cruzaba un "puentecito peligroso" en dirección a sus campos de cultivo de maíz. Cayó de medio puente y, al estar acompañado solo de un niño, no pudo ser auxiliado. Lamentablemente, no lograron encontrar su cuerpo a pesar de la búsqueda en una extensión de tres leguas. Cosio añade al respecto:

¡Pobre Lizárraga! Ha muerto, como morirán veinte y treinta, y como habrán muerto cientos de personas, porque el puente de que me habla el señor Ochoa, y de los que hay varios en la extensión del Vilcanota, no puede llamarse tal. Son palos o vigas atadas con lazos y cordel es que se echan de una parte a otra del río sin muros ni sostén seguro.
José Gabriel Cosio

## Legado y reconocimientos
En 2002, Daniel Estrada presentó una moción ante el Congreso para solicitar el reconocimiento oficial en nombre de la Nación a los ciudadanos Agustín Lizárraga, Gabino Sánchez, Justo Ochoa y Enrique Palma como los descubridores de Machu Picchu. Esta moción también proponía rendir homenaje por "perennizar -a la manera de la época- la presencia peruana en Machu Picchu, el 14 de julio de 1902".
Posteriormente, en julio de 2011, con motivo del centenario del descubrimiento científico de Machu Picchu, la Municipalidad Provincial del Cusco otorgó de manera póstuma a Agustín Lizárraga la Medalla Cien años de Machupicchu para el mundo. Esta distinción se basó en sus "merecimientos y aportes al descubrimiento del Santuario Histórico de Machupicchu".